# Timia xanthostoma
Timia xanthostoma är en tvåvingeart som först beskrevs av Becker 1907.  Timia xanthostoma ingår i släktet Timia och familjen fläckflugor. Inga underarter finns listade i Catalogue of Life.